# Landstingsvalget i Grønland 2009
Landstingsvalget i Grønland 2009 blev afholdt 2. juni, og valgte 31 repræsentanter for perioden 2009-2013. Siddende landsstyreformand Hans Enoksen offentliggjorde valgdatoen den 15. april 2009, med ønske om at et nyvalgt landsting skulle styre Grønland efter landets selvstyre blev udvidet 21. juni samme år. Reformen gav Grønland de samme myndigheder indenfor Det Danske Rigsfællesskab som Færøerne, altså myndighed over alle indre sagsområder bortset fra forsvar- og udenrigspolitik.
Valgdeltagelsen var spået til at være lav, men endte på 71,3 procent, dvs. minus 3,6 procent sammenlignet med 2005. Valget gav stor tilbagegang for alle partier undtagen Inuit Ataqatigiit (IA), som vandt en overlegen sejr med hele 43,7 procent af stemmerne. Valgskredet var spået sikkert på forhånd. Siumut, som havde vundet alle valg siden landstingsvalget i 1979, blev næststørste parti. 7. juni 2009 annoncerede IA at det ville etablere en koalisionsregering med Demokraatit og Kattusseqatigiit, med Kuupik Kleist (AI) som ny statsminister.

## Resultat
| Partier | Partier                                     | Stemmer | Stemmer | Procent | Procent | Mandater | Mandater |
| Partier | Partier                                     | 2009    | +/−     | 2009    | +/−     | 2009     | +/−      |
| --- | ------------------------------------------- | ------- | ------- | ------- | ------- | -------- | -------- |
| | Inuit Ataqatigiit (Menneskeligt fællesskab) | 12 457  | +5 940  | 43,7    | +19,3   | 14       | +7       |
| | Siumut (Fremad)                             | 7 567   | −1 288  | 26,5    | −3,9    | 9        | −1       |
| | Demokraatit (Demokraterne)                  | 3 620   | −2 976  | 12,7    | −9,9    | 4        | −3       |
| | Atassut (Samhørighed)                       | 3 094   | −2 433  | 10,9    | −9,0    | 3        | −3       |
| | Kattusseqatigiit (Kandidatforbundet)        | 1 084   | −86     | 3,8     | −0,2    | 1        | ±0       |
| | Sorlaat Partiiat                            | 383     | +383    | 1,3     | +1,3    | 0        | ±0       |
| | Andre                                       | 70      | −146    | 0,2     | −0,5    | 0        | ±0       |
| Gyldige | Gyldige                                     | 28 275  | −610    | 99,2    | +0,1    | 31       | ±0       |
| | Blanke og ugyldige                          | 235     | −19     | 0,8     | −0,1    |          |          |
| Totalt (Valgdeltagelse 71,3 %, -3,6 %)                                                                      | Totalt (Valgdeltagelse 71,3 %, -3,6 %)      | 28 510  | −629    | 100,0   |         |          |          |
| Kilde: Det Grønlandske Valgsystem - Landstingsvalg 2. juni 2009 Arkiveret 21. juli 2011 hos Wayback Machine |                                             |         |         |         |         |          |          |

### Personlige stemmer (top 10)
- Kuupik Kleist - 5.461 stemmer - Nuuk
- Aleqa Hammond - 1.488 stemmer - Nuuk
- Hans Enoksen - 1.413 stemmer - Kullorsuaq
- Maliina Abelsen - 1.410 stemmer - Nuuk
- Juliane Henningsen - 1.346 stemmer - Nuuk
- Jens Blidorf Frederiksen - 1.050 stemmer - Nuuk
- Niels Thomsen - 762 stemmer
- Anthon Frederiksen - 707 stemmer -  Ilulissat
- Finn Karlsen - 684 stemmer - Nuuk
- Palle Christiansen - 400 stemmer - Nuuk

Kilde: qinersineq.gl (Webside ikke længere tilgængelig) Valgresultater

## Landstingets sammensætning
Nedenfor er gengivet Landstingets sammensætning Landstingsvalget 2. juni 2009, sorteret i en sådan rækkefølge, så partiet med flest mandater er nævnt først.
| Liste | Parti                     | Mandater | Partiformand        | Politisk næstformand | Organisatorisk næstformand |
| ----- | ------------------------- | -------- | ------------------- | -------------------- | -------------------------- |
| IA    | Inuit Ataqatigiit         | 14       | Kuupik Kleist       | Aqqaluaq B. Egede    | Juliane Henningensen       |
| S     | Siumut                    | 9        | Aleqa Hammond       | Karl Lyberth         | Vittus Qujaukitsoq         |
| D     | Demokraatit               | 4        | Jens B. Frederiksen | Andreas Uldum        | Michael Rosing             |
| A     | Atassut                   | 3        | Gerhardt Petersen   | Knud Kristiansen     | Arnannguaq Kristiansen     |
| K     | Kattusseqatigiit Partiiat | 1        | Anthon Frederiksen  | Mogens Kleist        | Knud Fleischer             |
| I alt | I alt                     | 31       |                     |                      |                            |

### Medlemmer af Landstinget
| Inuit Ataqatigiit - Josef Motzfeldt (formand for Grønlands Landsting) - Kuupik Kleist (formand for Grønlands Landsstyre) - Aqqaluaq B. Egede - Debora Kleist - Hans Aronsen - Harald Bianco - Isak Hammond - Jane Petersen - Juliane Henningsen - Naaja Nathanielsen - Olga P. Berthelsen | Siumut - Akitsinnguaq Olsen - Aleqa Hammond - Anders Olsen - Doris Jakobsen - Finn Karlsen - Hans Enoksen - Karl Lyberth - Kim Kielsen - Kristian Jeremiassen - Malik Berthelsen - Per Berthelsen - Ruth Heilmann | Demokraatit - Andreas Uldum - Astrid Fleischer Rex - Justus Hansen Kattusseqatigiit Partiiat - Knud Fleischer Atassut - Knud Kristiansen - Siverth Karl Heilmann |

### Landstingets formand
Siden 1988 har Landstinget haft et formandskab, der svarer til Folketingets Præsidium, bestående af fire medlemmer af Landstinget samt landstingsformanden, der forestår møderne i Landstinget. Landstingsformanden, der for øjeblikket er Josef Motzfeldt fra partiet Inuit Ataqatigiit, har desuden ansvaret for administrationen af Grønlands parlamentariske deltagelse i Nordisk Råd, deltagelse i Vestnordisk Råd og forbindelsen til andre parlamenter, herunder det danske Folketing.